# Aello
Aello (gr. Ἀελλώ Aellṓ, łac. Aello) – jedna z harpii, której imię oznacza „Wichrowa”, „Zawierucha”, „Burzliwa”. Była zobowiązana przez bogów do zawierania pokoju oraz karania za zbrodnie. Skazanych ludzi zabierała do Tartaru i tam torturowała. Aello była opisywana jako piękna, uskrzydlona panna. Później inni pisarze opisywali ją jako skrzydlatego potwora z twarzą obrzydliwej, starej kobiety, z zakrzywionymi i ostrymi pazurami i szponami. Była także opisywana jako piękna kobieta z ciałem ptaka. Uważa się, że spłodziła nieśmiertelne konie Achillesa: Ksantosa i Baliosa razem z Zefirem, lecz niektóre źródła twierdzą, że była to jej siostra Kelajno (Celaeno).

## Amazonka
Aello była także jedną z Amazonek Hippolity w mitologii greckiej. Była pierwszą, która zaatakowała Heraklesa, gdy ten przybył po przepaskę Hippolity. Niefortunnie, Herakles miał na sobie skórę Lwa nemejskiego od czasu jego pierwszej pracy, co czyniło go niewrażliwym na jej ciosy. Aello nie mogąc zabić Heraklesa, sama została przez niego zabita. Jej imię oznaczało „Trąba powietrzna”.